# George McAnthony

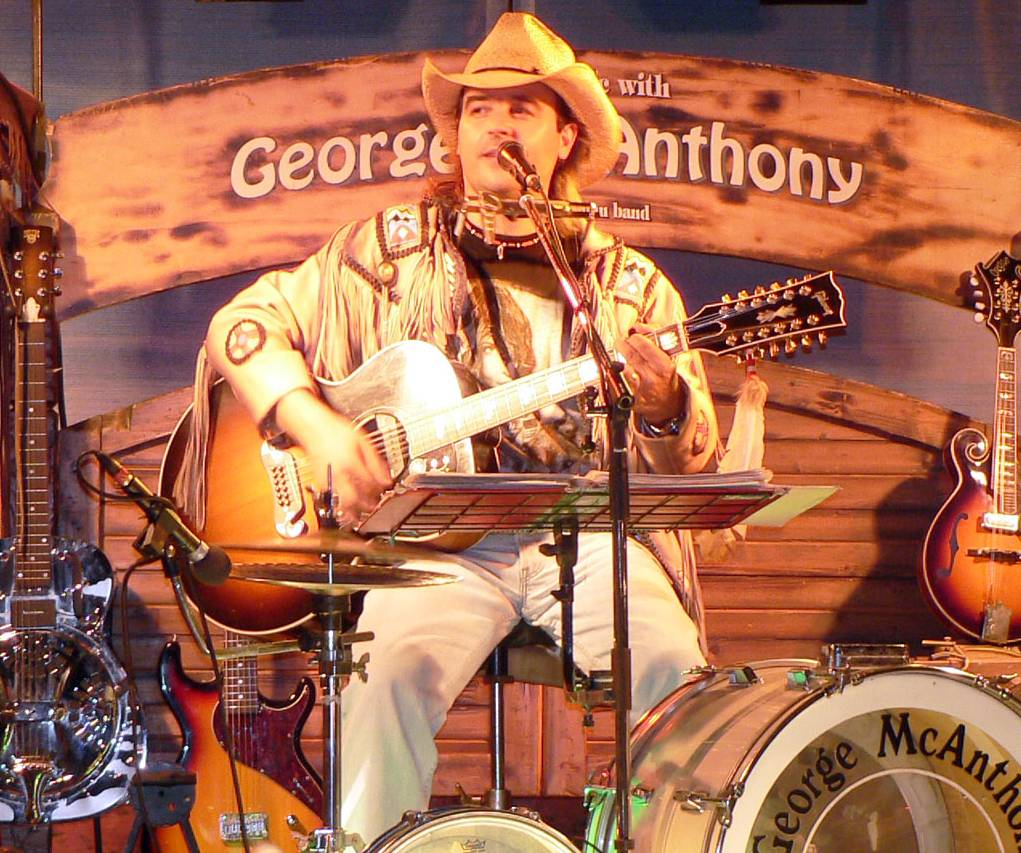
George McAnthony

George McAnthony (* 6. April 1966 in Eppan an der Weinstraße, Südtirol als Georg Spitaler; † 8. Juli 2011 in Terracina) war ein italienischer Country-Sänger, -Musiker und Songwriter. George McAnthony war sein Künstlername.

## Leben und Wirken
George McAnthony wuchs in Eppan an der Weinstraße auf, wo er bis zu seinem Tod lebte. Bevor er sich ganz der Musik zuwandte, erlernte er den Tischlerberuf. Seit 1988 konzentrierte er sich ganz auf seine Musikkarriere und wählte den Künstlernamen in Erinnerung an seinen verstorbenen Vater Anton. Seine Musik führte ihn besonders durch Italien, aber auch nach Österreich, Deutschland, in die Schweiz und nach Frankreich. Er hat 15 Alben aufgenommen, drei davon in Nashville.
Die Auftritte gestaltete McAnthony als One-Man-Band und bediente dabei bis zu sieben Instrumente gleichzeitig – und zwar live, ohne Playbacks und technische Hilfen. Er spielte 12-saitige Gitarre, Mandoline, Dobro oder E-Gitarre und begleitet sich selbst mit Mundharmonika, Kazoo und einem Schlagzeug, bestehend aus Bassdrum, Hi-Hat, Snaredrum und Tamburin.
Neben Eigenkompositionen, bei denen es um Geschichten aus dem Alltag und um die Werte des Lebens geht, spielte George auch Evergreens aus dem klassischen Country- und Folk-Repertoire.
Höhepunkte seiner Karriere waren ein Duett mit John Denver und zahlreiche Fernsehauftritte. Der Countrymusiker wurde mit drei internationalen Auszeichnungen bedacht: „Bester Künstler“, „Bester männlicher Interpret“ und „Bester Countrysong des Jahres“.
Abseits seiner musikalischen Laufbahn war George McAnthony engagiert im Bereich karitativer und ehrenamtlicher Tätigkeiten besonders in der Entwicklungszusammenarbeit. Außerdem gestaltete er viele Jahre als freier Mitarbeiter im RAI Sender Bozen die Sendung Country Time.
Im April 2010 nahm George McAnthony in den Hilltop-Studios in Nashville, Tennessee sein Album Dust Off My Boots auf, er wurde dabei unter anderem von Brent Mason, Paul Franklin und Bryan Sutton begleitet. Den Vertrieb dieser CD sowie der CD Country & Western Collection, auf der die besten Stücke aus den Vorgänger-CDs zu finden sind, übernahm in Deutschland, Österreich und der Schweiz das Label Bogner Records.
Am 18. Mai 2011 wurde George McAnthony von der „ECMA – European Country Music Association“ für zwei European Country Music Awards in den Kategorien „Best European Album Of The Year“ und „Best Vocal Collaboration of the Year“ nominiert. Die Nominierungen wurden anhand der europäischen Radiopräsenz von Mai 2009 bis Mai 2010 ausgewählt. Es handelt sich um das Album Bridge To El Dorado und um George McAnthonys Duett mit Jacqueline van der Griendt bei dem gleichnamigen Song. In der Kategorie „Best Vocal Collaboration“ wurde George McAnthony neben Künstlern wie Carrie Underwood, Randy Travis, Willie Nelson, Kenny Chesney, Bruce Springsteen und Brooks & Dunn nominiert.
Am 8. Juli 2011 erlitt McAnthony am Strand von Terracina einen tödlichen Herzinfarkt.

## Preise
- European Country Music Award – Best European Country Vocalist of the Year 1998
- European Country Music Award – Best European Country Artist & Song of The Year 2001

## Diskografie
- 1989: Green is Peace
- 1990: Together
- 1992: Country Way of Life
- 1994: Live on the Road
- 1996: Like a Country Boy
- 1998: Weekend Cowboy
- 2000: 22 Greatest Hits 1988–97
- 2000: The Vision
- 2002: Wild Horse Running
- 2004: Great Spirit
- 2005: Best of 1997–2005
- 2006: Trail of Life
- 2008: Bridge To El Dorado
- 2010: Dust Off My Boots
- 2011: Country & Western Collection